# Midgets en Argentina
Las carreras de midgets en Argentina se realizan por temporadas configurándose en Campeonatos Invernales y de Verano, corriéndose seis (a partir de 2022) y dieciocho fechas respectivamente.

## Historia de los midgets en Bahía Blanca

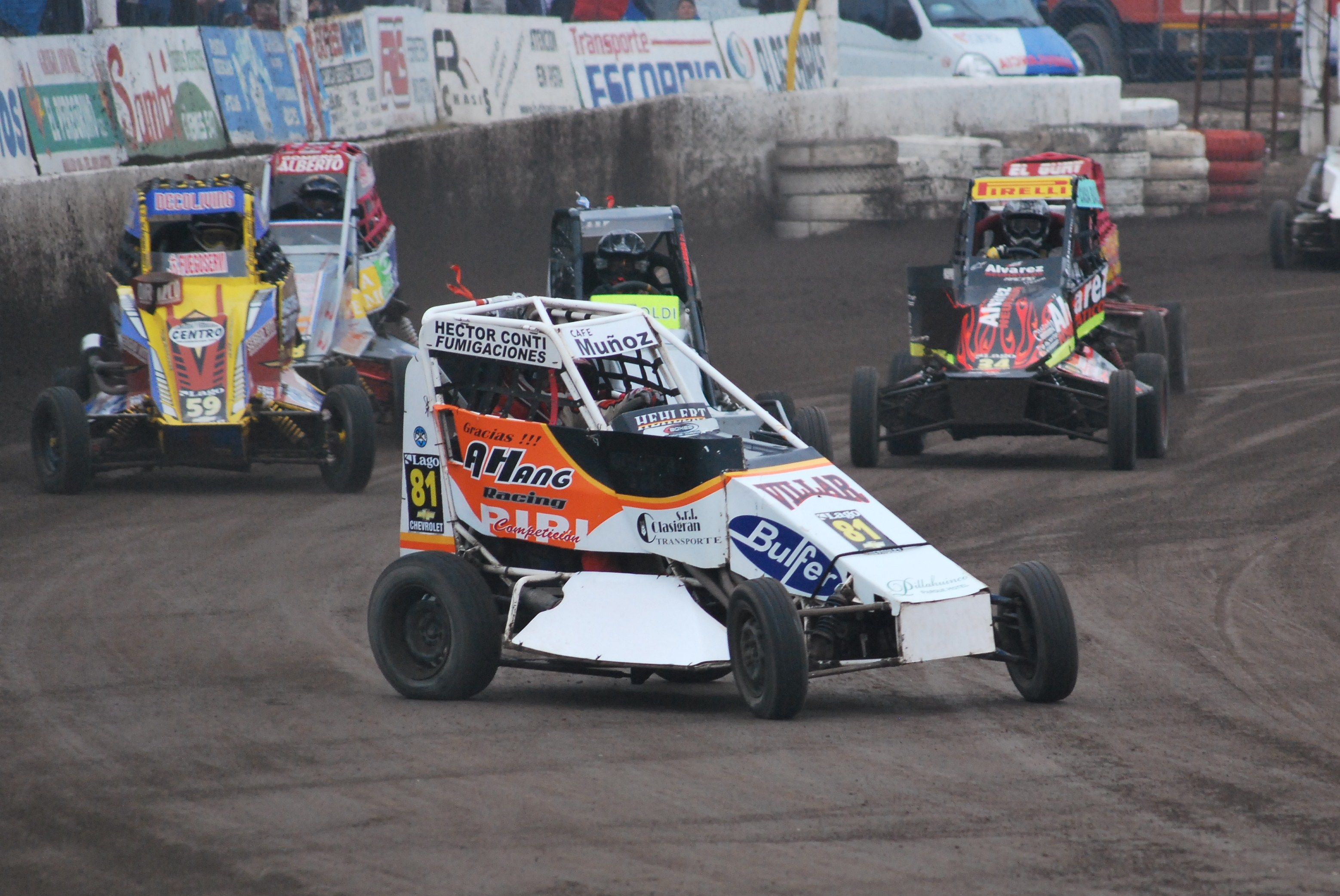
Carrera de Midgets durante el Campeonato Invernal de 2010.

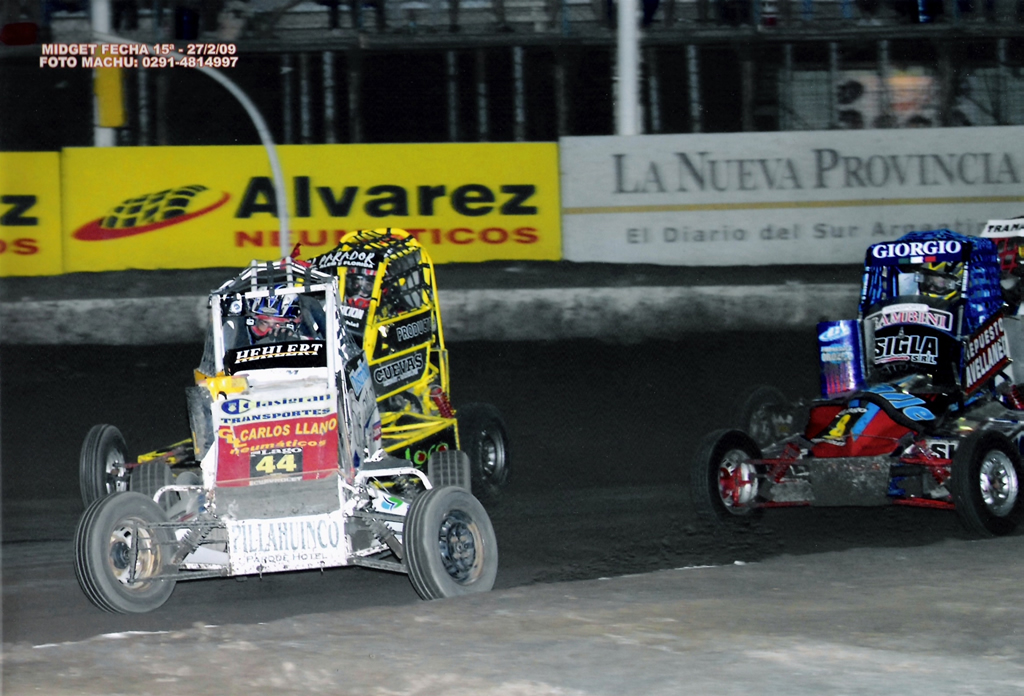
Carrera de Midgets durante el Campeonato Estival de 2009.

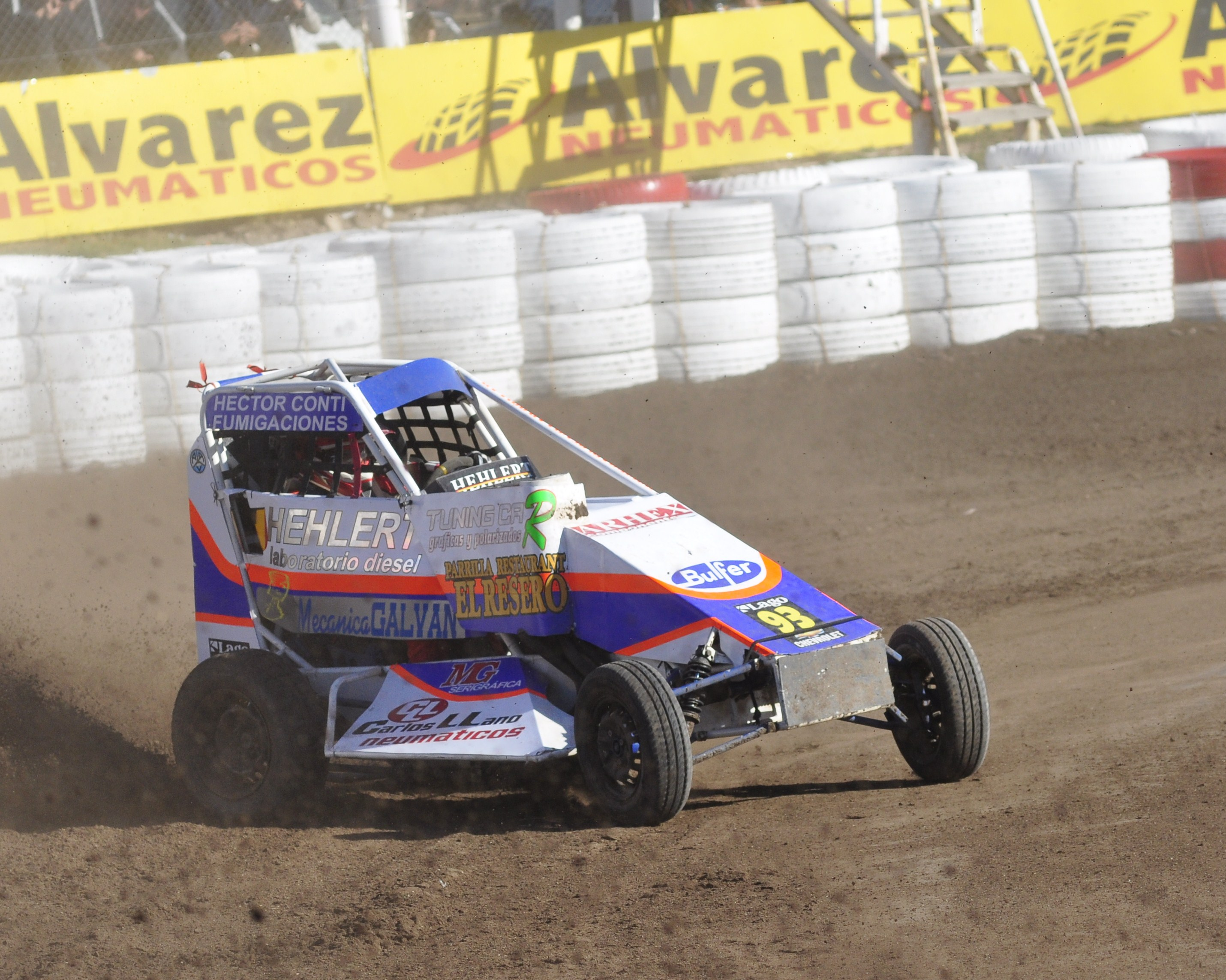
Carlos Villar en el Invernal 2010

El “Midget”, es una categoría originaria de EE. UU que llegó a Argentina en la década de 1930 de la mano de un grupo de pilotos Norteamericanos que arribaron al País junto a sus máquinas de competición para presentarse en Capital Federal. Aquellas presentaciones deslumbraron a pilotos Argentinos quienes comenzaron la construcción de midgets en el país.
La categoría se hizo fuerte en Bahía Blanca en el año 1955 a través del Bahía Blanca Automóvil Club, que organizó el primer Campeonato Estival de la categoría Midget en un circuito alquilado al Club Liniers. Durante los 25 años siguientes las carreras se organizaron a través de una Asociación de pilotos, finalmente en el año 1979 nació el Club Midgistas del Sur continuando el crecimiento y desarrollo ininterrumpido de la categoría durante los siguientes 24 años.
Finalmente en la temporada 1999-2000 llega la consolidación del Midget Bahiense de la mano del “Club Midgistas del Sur” que, a través de la decisión de correr en instalaciones propias, superó definitivamente los inconvenientes que se suscitaban a la hora de fijar días y horas para realizar las competencias. Este hecho sentó definitivamente las bases para el auge del “Midget” que actualmente es la categoría del Automovilismo Zonal con mayor crecimiento Nacional entre los años 2000 y 2003 convirtiéndose en la más importante a nivel Nacional Zonal.

## Historia del Club Midgístas del Sur
Se transitarían algunos años de “Midget” en comunión con el “Bahía Blanca Automóvil Club” (B.B.A.C.)siendo al principio la Agrupación de Midgistas del Sur”.
Habiéndose construido una pista dentro del autódromo de “A.E.C.”, con el aporte económico mayoritario de los pilotos y su Agrupación, el “B.B.A.C.” en el año 1978 decide unilateralmente transformar dicha pista en el actual kartódromo. Esto causó un gran malestar en la agrupación y sus pilotos y la respuesta inmediata fue romper con el “B.B.A.C.” y a su vez fundar la “Asociación Midgistas del Sur” (A.M.S.).
Esa nueva entidad, condujo los destinos de la categoría hasta que ante la imperiosa necesidad de tener la posibilidad de poder programar y fiscalizar sus competencias, ya que como Asociación siempre se debía depender de una tercera entidad que estatutariamente pudiera organizar las mismas, se decidió pues, transformarla en el “Club Midgistas del Sur” (“C.M.S”) el 3 de noviembre de 1979. El resultado: En diciembre de ese mismo año se realizó el 1.er. Torneo Oficial Nocturno del Club.
Durante el año 1987, el “C.M.S” compró un terreno de algo más de 7 hectáreas en la zona de Aldea Romana, donde se construyó una pista a fin de ser utilizada para el entrenamiento de pilotos y carreras de campeonatos invernales, un lugar quizás demasiado alejado e incómodo para el público de aquella época pero adquirido con una gran visión de futuro.
Las actividades del “C.M.S” a través de los años se desarrollaron en varios escenarios siempre dentro del círculo urbano de Bahía Blanca. Primeramente en el estadio deportivo del “Club Villa Mitre” denominado “Círculo Rojo”, luego en el estadio del “Club Tiro Federal” denominado “Circuito Naranja”, después en el Club Dublín "Carlos Gerticer" y finalmente en el predio del “Club Midgista del Sur” en Aldea Romana.
Los duros avatares económicos a los que se enfrentó el Club durante sus 24 años de existencia fueron resueltos en conjunto entre los dirigentes, asociados y pilotos demostrando la unión entre cada integrante y fortaleciendo al Club como institución. Ellos, aportaron dinero, se endeudaron y hasta en algunos casos llegaron a comprometer sus patrimonios personales para colaborar con las necesidades financieras coyunturales del Club. Es de destacar la actitud de los pilotos que participaron de algunas competencias sin recibir premios, a fin de donarlos para la cancelación de créditos tomados por aquellos de manera personal para beneficio del Club.
Mucho más allá de la actividad específica y contando con la anuencia y la colaboración de pilotos y simpatizantes, a lo largo de estos años, el “C.M.S.” ha realizado varias competencias colaborando con distintas instituciones de bien público de la ciudad y de la Zona fundamentalmente con la recepción de alimentos no perecederos, siendo el Patronato de la Infancia y la Asociación Darmha, las últimas favorecidas en el transcurso del año pasado.

## El Club Midgístas del Sur hoy
El “Club de Midgistas” tiene muy claro como llevar adelante la categoría, brindando tanto al espectador como a los pilotos lo que necesitan para disfrutar y competir. Respondiendo a sus exigencias realizando obras de infraestructura como por ejemplo: nuevos boxes, nuevos accesos a pista, nueva iluminación nocturna, nuevos servicios sanitarios, habilitando más espacios de cantinas, rediseñando plateas, desviando una línea de colectivos que lleva y trae gente al estadio los días de competencia, habilitando una playa de estacionamiento dentro del predio con capacidad de 1200 autos, etc...en fin brindándoles cada vez más comodidades con el objetivo de atraer más pilotos y más público. Prueba de ello es el constante e ininterrumpido aumento en el promedio de autos en competencia por temporada y en la afluencia de público en ese mismo lapso. En la temporada 2013/14 se inauguraron cuatro pantallas LED cuyas medidas son 7x5 en las cuales se muestra información de la fecha en curso, videos, repeticiones, etc.
El Club tiene plena conciencia de lo que significa el automovilismo como espectáculo, por ello es que cuenta en todas las competencias con seguro de espectador, seguros que cubren a los pilotos brindado por la “Asociación Argentina de Volantes”, dos ambulancias permanentes una de emergencias con dotación completa y otra de traslados, carro de bomberos, personal entrenado y policía que se ocupa de la vigilancia del estadio.
Con una visión de futuro y respondiendo a las necesidades de la demanda del público y pilotos, el Club tiene bajo análisis varios proyectos que de materializarse redundarían no solo en una mejora en la calidad de servicio tanto a público como pilotos sino que además reportarían beneficios al Club. En esa línea se viene trabajando muy seriamente para lanzar la categoría a nivel Nacional, ya que como resultado de los esfuerzos realizados por el “Club Midgistas del Sur” en lo referente a difusión, el “Midget” es hoy la categoría del Automovilismo Zonal con mayor crecimiento Nacional entre los años 2000 y 2003. Convirtiéndose en la más importante a nivel Nacional Zonal.

## Sistema de carrera
Se corre en una pista ovalada de tierra compactada de aproximadamente 400 metros de longitud. La fecha consta de un mínimo de diez series con un máximo de 8 pilotos por serie, en caso de presentarse más de 80 pilotos, se agregan las series necesarias.
Una vez finalizadas las series, los 40 mejores tiempos pasan directamente a las semifinales, los restantes pilotos se agrupan en repechajes con una máximo de 10 pilotos por repechaje ordenados en dos filas de cuatro autos y una de dos (si fuera necesario), de estos repechajes salen 8 pilotos para completar las semifinales y 8 suplentes para cubrir vacantes en las semifinales.
Se realizan cuatro semifinales con 12 pilotos cada una, ordenados en 3 filas de cuatro autos, clasificando en forma directa 10 pilotos para la gran final de la noche y otros 12 pilotos para una prefinal que clasifica a los dos primeros de forma directa para completar así los 12 de la final. La gran final de la noche se corre con 12 pilotos alineados en tres filas de cuatro autos cada una.
Desde sus comienzos el campeón fue el que más puntos obtenía sumando todas las fechas del campeonato. A partir del campeonato 2011/12 se implementó el sistema de playoff. Al término de la fase regular de 12 fechas, comienza la etapa de playoff de 6 fechas, en la que entran los 12 mejores, y todos los que hayan ganado una fecha, que no se encuentren entre estos primeros 12 pilotos, y entre ellos se define al campeón. El resto de las posiciones se definen con el campeonato general.

## Cobertura
Actualmente el Campeonato Estival e Invernal de Midget se transmiten por diversas radios de Bahía Blanca:
- Pilotos de Primera (Radio Universal FM 95.5)
- A las Chapas (Lu2 AM840 y FM 92.7)
- Derrapando (De la Bahía FM 91.5)

## Campeonatos
Hasta hoy se realizaron campeonatos en 62 temporadas desde 1955 (con la particularidad que se realizaron 2 por año entre 1957 y 1962) primeramente y hasta 1962 en el Club Liniers, pasando por el Club Villa Mitre (Círculo Rojo) entre 1962 y 1981, luego por Tiro Federal (Circuito Naranja) hasta 1996, después el Club Dublin entre 1996 y 1999 y finalizando en el actual predio de Aldea Romana. Siendo el primer campeón Eduardo Mendivil y el último y actual tricampeón Luciano Vallejos (temporada 2023/24). El máximo ganador es Héctor "Nene" Plano con 7 consagraciones.
| Temporada | Campeón               | Subcampeón             | Tercero                |
| --------- | --------------------- | ---------------------- | ---------------------- |
| 1954-55   | Eduardo Mendivil      | Eduardo Pisani         | Manuel Benamo          |
| 1955-56   | Manuel Benamo         | Antonio Reale          | Eduardo Pisani         |
| 1956-57   | Manuel Benamo         | Héctor Plano           | Jaime González         |
| 1957-58   | Manuel Benamo         | Jaime González         | Héctor Plano           |
| 1958-59   | Héctor Plano          | Jaime González         | Roberto Graciozzi      |
| 1959-60   | Héctor Plano          | Roberto Graciozzi      |                        |
| 1960-61   | Héctor Plano          | Alfredo Coronel        | Jaime González         |
| 1961-62   | Héctor Plano          | Alfredo Coronel        | Manuel Benamo          |
| 1962-63   | Héctor Plano          | Vicente Nápoli         | Omar Andria            |
| 1963-64   | Vicente Nápoli        | Héctor Plano           | Omar Andria            |
| 1964-65   | Héctor Plano          | Omar Andria            | Jorge Albizu           |
| 1965-66   | Vicente Nápoli        | Omar Andria            | Jorge Albizu           |
| 1966-67   | Vicente Nápoli        |                        |                        |
| 1967-68   | Alejandro Cirelli     | Vicente Nápoli         | A. Del Río             |
| 1968-69   | Desierto              |                        |                        |
| 1969-70   | Desierto              |                        |                        |
| 1970-71   | Desierto              |                        |                        |
| 1971-72   | Vicente Nápoli        |                        |                        |
| 1972-73   | Mario Artus           | Efraín Videla          | Antonio Madarieta      |
| 1973-74   | Vicente Nápoli        | Eduardo Cancela        | Alejandro Cirelli      |
| 1974-75   |                       |                        |                        |
| 1975-76   | Juan José Estévez     | Alejandro Cirelli      | Eduardo Cancela        |
| 1976-77   | Héctor Álvarez        | Alejandro Cirelli      | Jorge Ibaldi           |
| 1977-78   | Héctor Plano          | Rubén Blanco           | Roberto Tarulli        |
| 1978-79   | Horacio Andría        | Mario Villar           | Alberto Palma          |
| 1979-80   | Alberto Palma         | Horacio Andría         | Armando Perugini       |
| 1980-81   | Rubén Blanco          | Alberto Palma          | Juan Carlos Salaberry  |
| 1981-82   | Alberto Palma         | Héctor Plano           | Hugo Salaberry         |
| 1982-83   | Alberto Palma         | Francisco Palma        | Hugo Salaberry         |
| 1983-84   | Alberto Palma         | Hugo Salaberry         | Alberto Sabaño         |
| 1984-85   | Hugo Salaberry        | Francisco Palma        | Omar Villar            |
| 1985-86   | Hugo Salaberry        | Francisco Palma        | Hugo Schmidt           |
| 1986-87   | Juan Carlos Salaberry | Daniel Vicente         | Fabián Colturi         |
| 1987-88   | Daniel Vicente        | Fabián Colturi         | Juan Carlos Salaberry  |
| 1988-89   | Francisco Palma       | Daniel Vicente         | Fabián Colturi         |
| 1989-90   | Francisco Palma       | Néstor Rossini         | Daniel Vicente         |
| 1990-91   | Néstor Rossini        | Hugo Schaposnick       | Sergio Urretabizcaya   |
| 1991-92   | Sergio Urretabizcaya  | Adrián Enríquez        | Daniel Vicente         |
| 1992-93   | Sergio Urretabizcaya  | Daniel Vicente         | Fabián Colturi         |
| 1993-94   | Fabián Colturi        | Sergio Torres          | Daniel Vicente         |
| 1994-95   | Néstor Mancini        | Sergio Torres          | Gustavo Zennaro        |
| 1995-96   | Fabián Colturi        | Daniel Fino            | Néstor Mancini         |
| 1996-97   | Fabián Colturi        | Néstor Zennaro         | Daniel Altamirano      |
| 1997-98   | Néstor Mancini        | Daniel Altamirano      | Sergio Torres          |
| 1998-99   | Daniel Altamirano     | Gustavo Zennaro        | Fernando Bonacci       |
| 1999-00   | Fernando Saldamando   | Daniel Altamirano      | Diego Andrade          |
| 2000-01   | Fabián Colturi        | Daniel Altamirano      | Marcelo Weimann        |
| 2001-02   | Daniel Altamirano     | Diego Andrade          | Fabián Colturi         |
| 2002-03   | Fernando Saldamando   | Fernando Bonacci       | Daniel Altamirano      |
| 2003-04   | Fernando Saldamando   | Mariano Pérez          | Walter Renero          |
| 2004-05   | Diego Andrade         | Mariano Pérez          | Daniel Altamirano      |
| 2005-06   | Claudio Roth          | Daniel Altamirano      |                        |
| 2006-07   | Mariano Pérez         | Martín Saldamando      | Marcelo Weimann        |
| 2007-08   | Matías Salaberry      | Claudio Roth           | Emiliano Urretabiscaya |
| 2008-09   | Mariano Pérez         | Daniel Altamirano      |                        |
| 2009-10   | Martín Saldamando     |                        |                        |
| 2010-11   | Martín Saldamando     |                        |                        |
| 2011-12   | Sebastián Burgos      | Daniel Altamirano      | Diego Andrade          |
| 2012-13   | Daniel Altamirano     | Claudio Marcos         | Julio Monteros         |
| 2013-14   | Julio Monteros        | Daniel Altamirano      | José Giambartolomei    |
| 2014-15   | Claudio Roth          | Esteban Mancini        | Emiliano Urretabiscaya |
| 2015-16   | Esteban Mancini       | Gastón Pérez           | Sebastián Pérez        |
| 2016-17   | Esteban Mancini       | Emiliano Urretabiscaya | Fernando Caputo        |
| 2017-18   | Claudio Roth          | Esteban Mancini        | Sebastián Burgos       |
| 2018-19   | Fernando Caputo       | Luciano Vallejos       | Claudio Roth           |
| 2019-20   | Luciano Franchi       | Roy Altamirano         | Fernando Caputo        |
| 2020-21   | Cancelada             |                        |                        |
| 2021-22   | Luciano Vallejos      | Emiliano Urretabiscaya | Luciano Franchi        |
| 2022-23   | Luciano Vallejos      | Luciano Franchi        | Sebastián Burgos       |
| 2023-24   | Luciano Vallejos      | Kevin Altamirano       | Agustín Pérez Meler    |

## Pilotos
| Pilotos 2023-24        | n.º |
| ---------------------- | --- |
| Luciano Vallejos       | 1   |
| Luciano Franchi        | 2   |
| Sebastián Burgos       | 3   |
| Kevin Altamirano       | 4   |
| Claudio Roth           | 5   |
| Fernando Caputo        | 6   |
| Roth Ezequiel          | 7   |
| Emiliano Urretabiscaya | 8   |
| Fernando Bonivardo     | 9   |
| Esteban Mancini        | 10  |
| Roy Altamirano         | 12  |
| Agustín Pérez Meler    | 13  |
| Leandro Campos         | 14  |
| Gabriel Schiebelbein   | 15  |
| Javier Rouaix          | 16  |
| Nicolas Macazaga       | 18  |
| Matias Oyola           | 19  |
| Braian Dupont          | 20  |
| Carlos Puccinelli      | 21  |
| Juan Cruz Rodríguez    | 22  |
| Sebastián Pérez        | 23  |
| Jonathan Resola        | 24  |
| Lucas De Acharan       | 25  |
| Lucas Grill            | 26  |
| Leonel Ramos           | 27  |
| Javier Fritz           | 28  |
| Brian Altamirano       | 30  |
| Nahuel Schmit          | 31  |
| Roberto Calahorra      | 32  |
| Axel Garaban           | 34  |
| Eros Paglialunga       | 35  |
| Nicolás Palma          | 36  |
| Marcelo Ausili         | 37  |
| Javier Rey             | 39  |
| Agustín Ausili         | 40  |
| Julián Melger          | 41  |
| Marcos Lahuel          | 42  |
| Nicolás Chiapparo      | 43  |
| Mariano Pérez          | 44  |
| Florencia Medina       | 45  |
| Yago Sabanes           | 46  |
| Flavio Perugini        | 47  |
| Nicolás Caputo         | 48  |
| Fabián Colturi         | 49  |
| Juan Manuel Cossu      | 50  |
| Claudio Ulmann         | 51  |
| Gastón Petracci        | 52  |
| Omar Koop              | 53  |
| Juan Pablo Bray        | 54  |
| Valentín Balduchi      | 55  |
| Fabio Pérez            | 57  |
| Juan María Soto        | 58  |
| Juan ignacio Calvo     | 59  |
| Axel Antinori          | 60  |
| Gonzalo Brezina        | 61  |
| Emanuel Gómez          | 62  |
| Brian López            | 63  |
| Gustavo Cutini         | 64  |
| Javier Pereyra         | 67  |
| Lenadro Campos         | 69  |
| Sebastián Lucero       | 71  |
| Martin Becchio         | 72  |
| Joaquín Toledo         | 73  |
| Esteban Ponce          | 74  |
| Sebastián Luis         | 78  |
| Guillermo Schmit       | 79  |
| Leandro Baeza          | 80  |
| Gastón Benítez         | 82  |
| Nicolás Onorato        | 85  |
| Alfredo Salazar        | 86  |
| Mauro Acuña            | 87  |
| Nehuen Marcos          | 89  |
| Hernan Sartori         | 90  |
| José María Calvo       | 92  |
| Carlos Domínguez       | 93  |
| Juan José Belogini     | 96  |
| Antonio Di Giglio      | 97  |
| Gonzalo Razquin        | 99  |
| Rubén Jacob            | 100 |
| Marcelo Pérez          | 101 |
| Gustavo Manzoti        | 106 |
| Juan Igancio Haspert   | 107 |
| Gastón Hock            | 108 |
| Aaron Jaca Cortejarena | 112 |
| Gabriel Marcos         | 113 |
| Braian Madril          | 114 |
| Joaquín Andrade        | 115 |
| Joaquín García López   | 117 |
| Agustín Gómez          | 123 |
| Nicolás Anastasio      | 125 |
| Agustín López          | 127 |
| Maximiliano Moreno     | 129 |
| Guillermo Yurovsky     | 130 |
| Hernan Larregui        | 132 |
| Nehuen Dailoff         | 137 |
| Lisandro Gastinel      | 138 |
| Ariel Wunderlich       | 139 |
| Leiza Grill            | 140 |
| Rodrigo Olivera        | 142 |
| Valentín Yungblut      | 145 |
| Alejo Duelle           | 154 |
| Juan Ignacio Todino    | 156 |
| Critian Napoli         | 159 |